# Oleksandr Matwijtschuk (Eishockeyspieler)
Oleksandr Mykolajowytsch Matwijtschuk (ukrainisch Олександр Миколайович Матвійчук, russisch Александр Николаевич Матвейчук Alexander Nikolajewitsch Matweitschuk; * 13. Mai 1975 in Kiew, Ukrainische SSR, Sowjetunion) ist ein ehemaliger ukrainischer Eishockeyspieler, der einen Großteil seiner Karriere beim HK Sokil Kiew verbrachte, aber auch in Nordamerika und Russland spielte.

## Karriere
Oleksandr Matwijtschuk begann seine Karriere beim HK Sokil Kiew in seiner ukrainischen Geburtsstadt. Nachdem er beim CHL Import Draft 1993 von den Lethbridge Hurricanes in der ersten Runde  als insgesamt 24. Spieler gezogen worden war, wechselte er nach Nordamerika, wo er allerdings nicht für Lethbridge, sondern für die Seattle Thunderbirds in der Western Hockey League spielte. 1994 wechselte er zu den North Bay Centennials, die ihn beim CHL Import Draft des Folgejahres an insgesamt 40. Stelle ausgewählt hatten, in die Ontario Hockey League, wo er die nächsten beiden Spielzeiten verbrachte. Nach seiner Juniorenzeit spielte er von 1996 bis 1998 in der East Coast Hockey League für Toledo Storm und die Wheeling Nailers.
Anschließend verließ er Nordamerika und wechselte nach Russland, wo er für den HK ZSKA Moskau, Metallurg Nowokusnezk, den SKA Sankt Petersburg, Molot-Prikamje Perm und Krylja Sowetow Moskau in der russischen Superliga auf dem Eis stand. Nach einem erneuten Abstecher in die ECHL, wo er für die Greensboro Generals spielte, und einem halben Jahr beim schwedischen IFK Arboga IK aus der HockeyAllsvenskan kehrte er Anfang 2003 zu seinem Stammverein Sokil Kiew zurück, für den er neben Einsätzen in der ukrainischen Eishockeyliga auch in der belarussischen Extraliga und der russischen Wysschaja Liga spielte. Mit Sokil wurde er 2003, 2005, 2006 und 2009 ukrainischer Meister. Während eines Abstechers zum Lokalrivalen HK ATEK Kiew gewann er mit diesem ebenfalls den ukrainischen Titel. 2013 beendete er seine Karriere.

### International
Im Juniorenbereich spielte Matwijtschuk für die Ukraine lediglich bei der U18-C-Europameisterschaft 1993.
Für die Herren-Auswahl nahm Matwijtschuk zunächst an der A-Weltmeisterschaft 2000 teil. Nach Umstellung auf das heutige Divisionensystem spielte er bei den Weltmeisterschaften der Top-Division 2001, 2002, 2004, 2005 und 2007 sowie den Weltmeisterschaften der Division I 2008, 2009 und 2010.
Zudem stand er im Aufgebot seines Landes bei den Qualifikationsturnieren zu den Olympischen Winterspielen in Salt Lake City 2002, in Turin 2006 und in Vancouver 2010.

## Erfolge und Auszeichnungen
- 2003 Ukrainischer Meister mit dem HK Sokil Kiew
- 2005 Ukrainischer Meister mit dem HK Sokil Kiew
- 2006 Ukrainischer Meister mit dem HK Sokil Kiew
- 2007 Ukrainischer Meister mit dem HK ATEK Kiew
- 2009 Ukrainischer Meister mit dem HK Sokil Kiew